# Jan Szewc
Jan Szewc (ur. 1955) – polski ekonomista, Konsul Generalny RP w Los Angeles.
Ukończył studia na Wydziale Nauk Ekonomicznych Uniwersytetu Warszawskiego. Pracował w Instytucie Gospodarski Światowej Szkoły Głównej Planowania i Statystyki i Instytucie Nauk Ekonomicznych Polskiej Akademii Nauk jako asystent u prof. Witolda Trzeciakowskiego. Następnie był dyrektorem jego gabinetu w rządzie Tadeusza Mazowieckiego. W 1991 został Konsulem Generalnym RP w Los Angeles. Funkcję pełnił do 1995. 